# DPEphos
Bis[(2-difenylfosfino)fenyl] ether ook bekend onder de afkorting DPEphos is een veel gebruikt difosfine-ligand in de organische en anorganische chemie. DPEphos heeft vergelijkbare eigenschappen als Xantphos, maar is flexibeler en heeft een kleinere coördinatiehoek (104 tot 108°) ten opzichte van het metaalion.
DPEphos wordt gemaakt door lithiëren van difenylether en de daaropvolgende reactie met chloordifenylfosfine. Als ligand wordt DPEphos ingezet in bijvoorbeeld de door palladium gekatalyseerde Suzuki-reactie.